# Тойкутська сільська рада
Тойкутська сільська рада — адміністративно-територіальна одиниця та орган місцевого самоврядування у Ковельському районі Волинської області з центром у селі Тойкут. Рада була утворена у 1947 році .

## Населені пункти
Сільській раді підпорядковані населені пункти:
- с. Тойкут
- с. Воля
- с. Заріччя
- с. Лапні
- с. Любче

## Склад ради
Сільська рада складається з 16 депутатів та голови. Склад ради: 7 депутатів (43.8 %) — самовисуванці, 4 депутати (25.0 %) — від Комуністичної партії України, ще 4 депутатів (25.0 %) — від партії Сильна Україна та одна депутат (6.2 %) — від Української Народної Партії. 

## Керівний склад сільської ради
| ПІБ                         | Основні відомості                                                                                    | Дата обрання | Дата звільнення |
| --------------------------- | --- | ------------ | --------------- |
| Мазурик Ольга Володимирівна | Сільський голова, 1962 року народження, освіта, член Української Народної Партії                     | 26.03.2006   | 31.10.2010      |
| Зінчук Василь Андрійович    | Сільський голова, 1952 року народження, освіта середня спеціальна, член Комуністичної партії України | 31.10.2010   |                 |

Примітка: таблиця складена за даними джерела

## Населення
Населення сільської ради згідно з переписом населення 2001 року становить 1,454 осіб.
| Населенні пункти  | 2001 рік | 1989 рік |
| ----------------- | -------- | -------- |
| Воля              | 322      | 700      |
| Заріччя           | 359      | 780      |
| Лапні             | 208      | 750      |
| Любче             | 58       | 140      |
| Тойкут            | 507      | 850      |
| Сукупне населення | 1,454    | 1,454    |

### Мова
Розподіл населення за рідною мовою за даними перепису 2001 року:
| Мова       | Відсоток |
| ---------- | -------- |
| українська | 99,04 %  |
| російська  | 0,62 %   |
| білоруська | 0,21 %   |
| болгарська | 0,14 %   |

## Географія
Сільська рада знаходиться біля північної межі Ковельського району та граничить з північно-західного боку з Старовижівським районом та з північно-східного з Камінь-Каширським районом.
Майже всі села Тойкутської сільради розташовані на невеликій відстані одне від одного, маючи суцільну забудову по обидвом берегам Турії, та фактично злитті в одне поселення. Лише село Любче розташоване на віддалі в кілометр від решти сіл. 
Всі села Тойкутскої сільради розташовані компактно в сфері діаметром у 3.5 кілометри, по обидвом берегам річки Турії, притока Прип'яті (басейн Дніпра). Села Воля та Тойкут щодо Турії правобережні, а Заріччя, Лапні та Любче — лівобережні. Біля північно-західної околиці села Любче лежить озеро Хотин. 
Через села проходить регіональний автошлях Т 0311, відтинок Ковель—Камінь-Каширський. Територією сільради також пролягає залізниця Ковель—Камінь-Каширський (Львівська залізниця). На північній околиці Тойкута залізнична станція Несухоїже. 

## Історія
До Другої світової війни територія сільради відносилася до Несухоїжської гміни з центром в містечку Несухоїже (нині село Воля). До гміни входило 16 населених пунктів, які зараз відносяться до різних сільрад Ковельського району. Гміна Несухоїже була однією з п'ятнадцяти сільських гмін Ковельського повіту Волинського воєводства Польщі. Проіснувала до Вересня 1939 року, коли на територію гміни увійшли війська СРСР. 
Станом на 1987 центр сільради був в селі Заріччя .